# Bjelik
Bjelik je priimek več oseb:    
- Emmerich Bjelik, avstrijski rimskokatoliški vojaški škof
- Vera Bjelik, ukrajinska vojaška pilotinja in heroj Sovjetske zveze